# Comigne
Comigne  est une commune française située dans le Nord du département de l'Aude en région Occitanie.
Sur le plan historique et culturel, la commune fait partie du massif des Corbières, un chaos calcaire formant la transition entre le Massif central et les Pyrénées. Exposée à un climat méditerranéen, elle est drainée par le Rieugras et par divers autres petits cours d'eau. La commune possède un patrimoine naturel remarquable : un site Natura 2000 (les « Corbières occidentales ») et deux zones naturelles d'intérêt écologique, faunistique et floristique.
Comigne est une commune rurale qui compte 329 habitants en 2022, après avoir connu une forte hausse de la population depuis 1975. Elle fait partie de l'aire d'attraction de Carcassonne. Ses habitants sont appelés les Comignanais ou  Comignanaises.

## Géographie

### Localisation
La commune est située sur le terroir de la montagne d'Alaric qui fait partie du vignoble des Corbières.

### Communes limitrophes
Les communes limitrophes sont  Capendu, Douzens et Val-de-Dagne.
| Capendu |              | Douzens                       |
|         | Comigne      |                               |
|         | Val-de-Dagne | Lagrasse (par un quadripoint) |

### Géologie et relief
Comigne se situe en zone de sismicité 2 (sismicité faible).

### Voies de communication et transports
La commune est traversée par l'autoroute A61 (axe Toulouse - Carcassonne - Narbonne).

### Hydrographie
La commune est dans la région hydrographique « Côtiers méditerranéens », au sein du bassin hydrographique Rhône-Méditerranée-Corse. Elle est drainée par le Rieugras, Les Carabiniers, le ruisseau de Durand, le ruisseau des Genêts et le ruisseau de Terre Rouge, qui constituent un réseau hydrographique de 12 km de longueur totale,.

### Climat
Pour des articles plus généraux, voir Climat de l'Occitanie et Climat de l'Aude.
En 2010, le climat de la commune est de type climat méditerranéen franc, selon une étude s'appuyant sur une série de données couvrant la période 1971-2000. En 2020, Météo-France publie une typologie des climats de la France métropolitaine dans laquelle la commune est exposée à un climat méditerranéen et est dans la région climatique Provence, Languedoc-Roussillon, caractérisée par une pluviométrie faible en été, un très bon ensoleillement (2 600 h/an), un été chaud (21,5 °C), un air très sec en été, sec en toutes saisons, des vents forts (fréquence de 40 à 50 % de vents > 5 m/s) et peu de brouillards.
Pour la période 1971-2000, la température annuelle moyenne est de 14,6 °C, avec  une amplitude thermique annuelle de 16 °C. Le cumul annuel moyen de précipitations est de 754 mm, avec 7,8 jours de précipitations en janvier et 3,5 jours en juillet. Pour la période 1991-2020 la température moyenne annuelle observée sur la station météorologique la plus proche, située sur la commune de Lagrasse à 9 km à vol d'oiseau, est de 14,1 °C et le cumul annuel moyen de précipitations est de 713,1 mm,. Pour l'avenir, les paramètres climatiques de la commune estimés pour 2050 selon différents scénarios d’émission de gaz à effet de serre sont consultables sur un site dédié publié par Météo-France en novembre 2022.

### Milieux naturels et biodiversité

#### Réseau Natura 2000

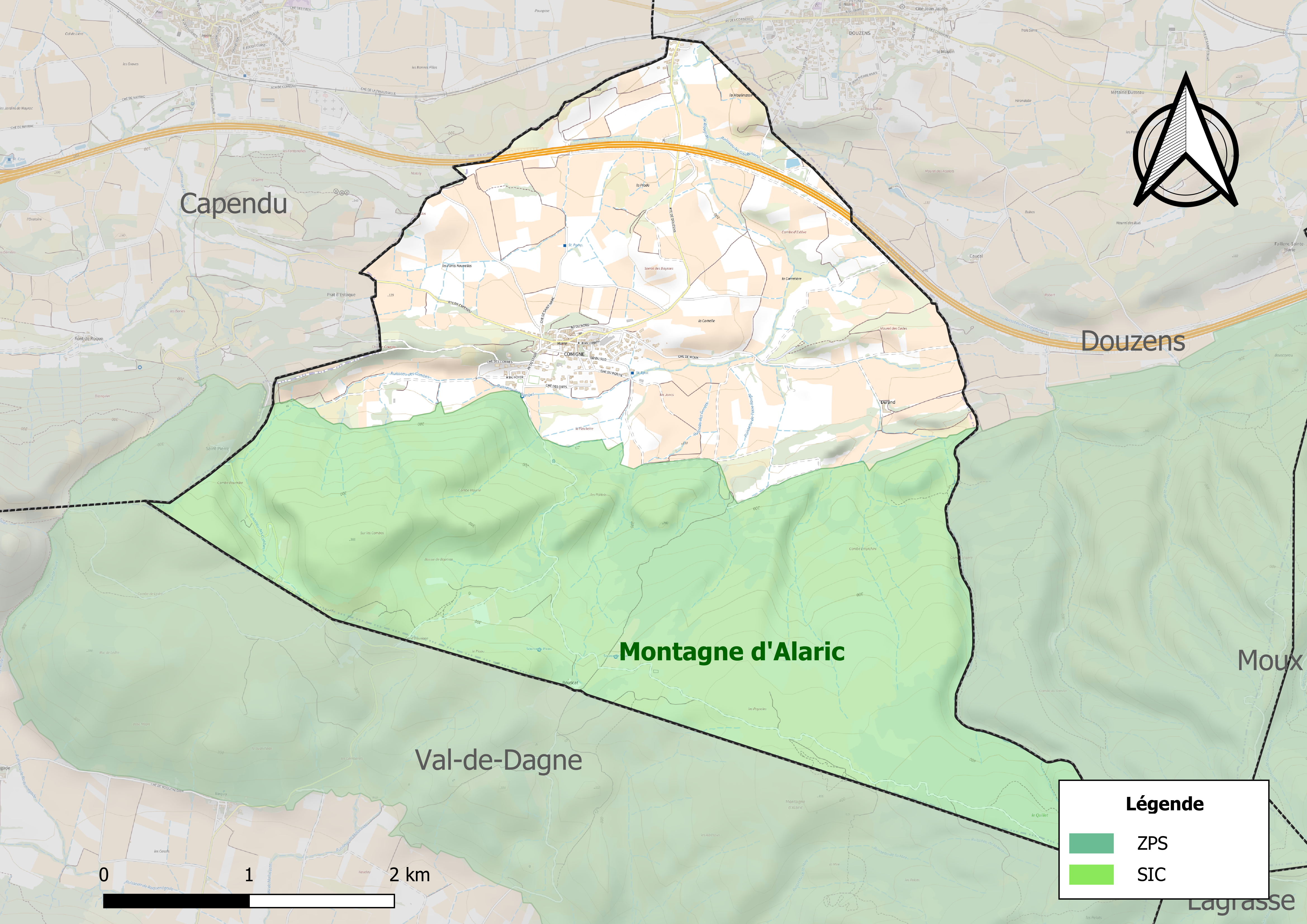
Sites Natura 2000 sur le territoire communal.

Le réseau Natura 2000 est un réseau écologique européen de sites naturels d'intérêt écologique élaboré à partir des directives habitats et oiseaux, constitué de zones spéciales de conservation (ZSC) et de zones de protection spéciale (ZPS). Un site Natura 2000 a été défini sur la commune au titre  de la directive oiseaux : les « corbières occidentales », d'une superficie de 22 912 ha, présentant des milieux propices à la nidification des espèces rupicoles : des couples d'Aigles royaux occupent partagent l'espace avec des espèces aussi significatives que le Faucon pèlerin, le Grand-duc d'Europe ou le Circaète Jean-le-Blanc.

#### Zones naturelles d'intérêt écologique, faunistique et floristique
L’inventaire des zones naturelles d'intérêt écologique, faunistique et floristique (ZNIEFF) a pour objectif de réaliser une couverture des zones les plus intéressantes sur le plan écologique, essentiellement dans la perspective d’améliorer la connaissance du patrimoine naturel national et de fournir aux différents décideurs un outil d’aide à la prise en compte de l’environnement dans l’aménagement du territoire. Une ZNIEFF de type 1 est recensée sur la commune :
la « montagne d'Alaric » (2 953 ha), couvrant 8 communes du département et une ZNIEFF de type 2, :  le « massif d'Alaric » (8 316 ha), couvrant 15 communes du département.

Carte des ZNIEFF de type 1 et 2 à Comigne.
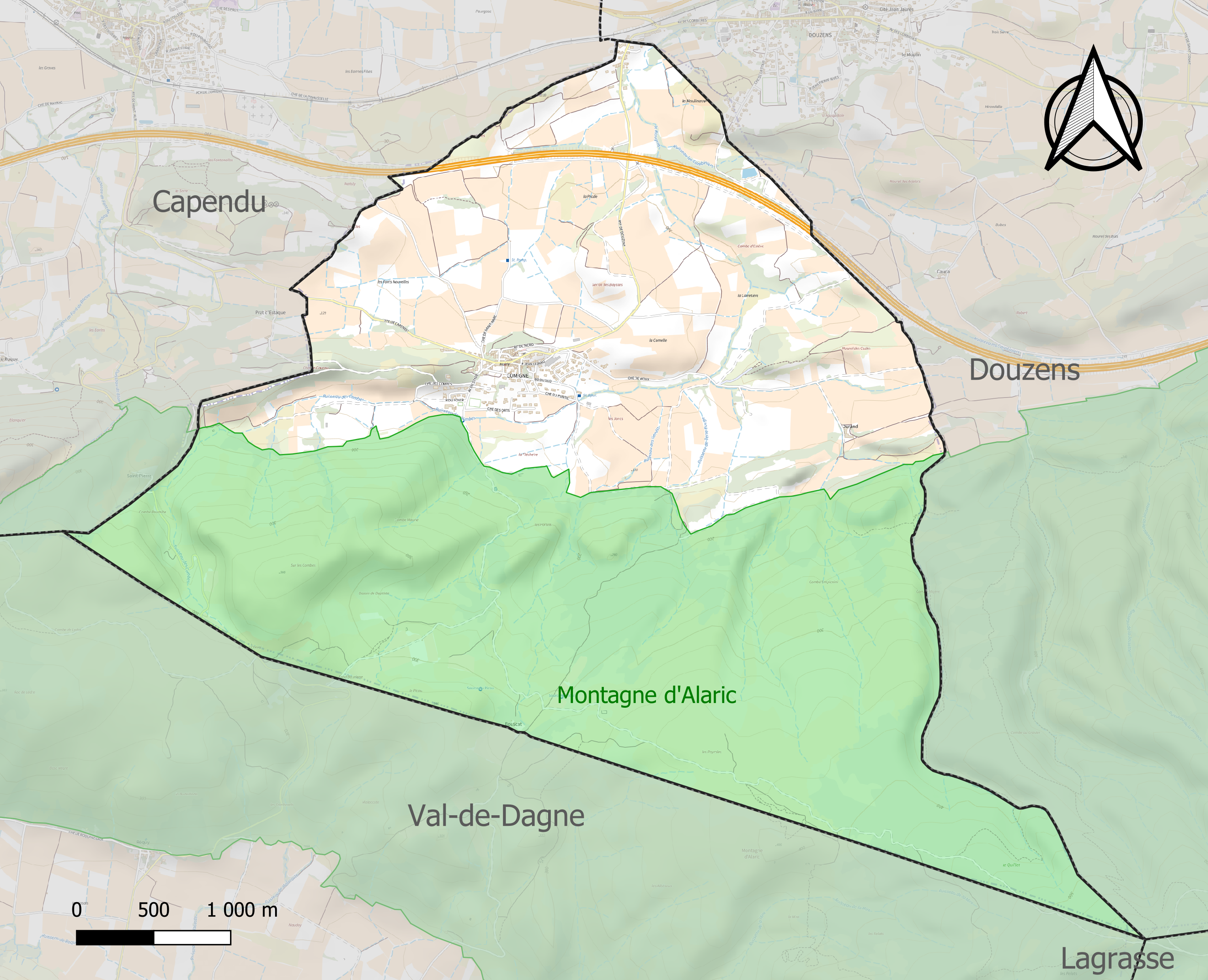
Carte de la ZNIEFF de type 1 sur la commune.
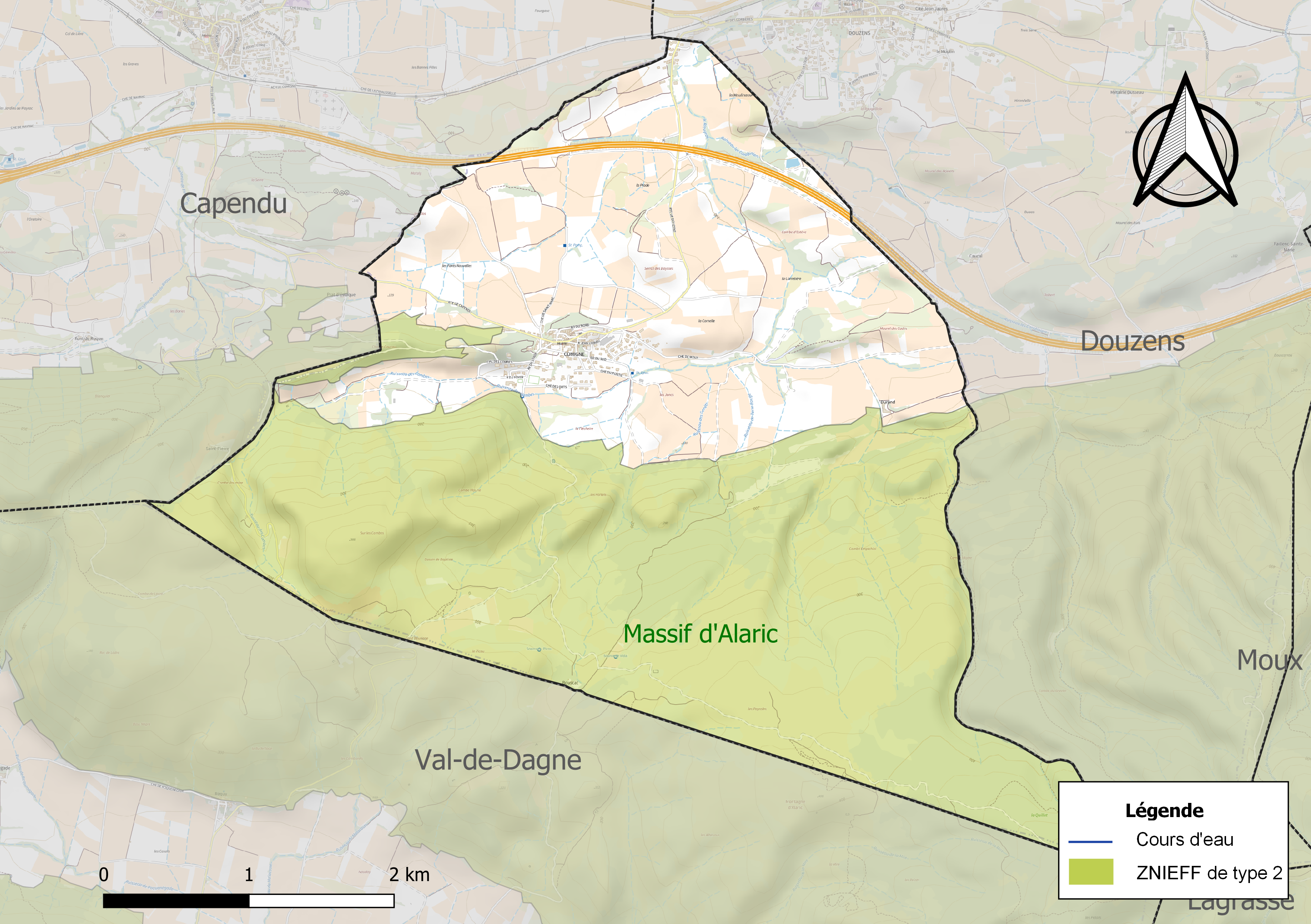
Carte de la ZNIEFF de type 2 sur la commune.

## Urbanisme

### Typologie
Au 1er janvier 2024, Comigne est catégorisée commune rurale à habitat dispersé, selon la nouvelle grille communale de densité à 7 niveaux définie par l'Insee en 2022.
Elle est située hors unité urbaine. Par ailleurs la commune fait partie de l'aire d'attraction de Carcassonne, dont elle est une commune de la couronne,. Cette aire, qui regroupe 115 communes, est catégorisée dans les aires de 50 000 à moins de 200 000 habitants,.

### Occupation des sols
L'occupation des sols de la commune, telle qu'elle ressort de la base de données européenne d’occupation biophysique des sols Corine Land Cover (CLC), est marquée par l'importance des forêts et milieux semi-naturels (55,4 % en 2018), en diminution par rapport à 1990 (56,4 %). La répartition détaillée en 2018 est la suivante : milieux à végétation arbustive et/ou herbacée (41,7 %), cultures permanentes (41,2 %), forêts (13,7 %), zones urbanisées (3,3 %), zones agricoles hétérogènes (0,1 %). L'évolution de l’occupation des sols de la commune et de ses infrastructures peut être observée sur les différentes représentations cartographiques du territoire : la carte de Cassini (XVIIIe siècle), la carte d'état-major (1820-1866) et les cartes ou photos aériennes de l'IGN pour la période actuelle (1950 à aujourd'hui).

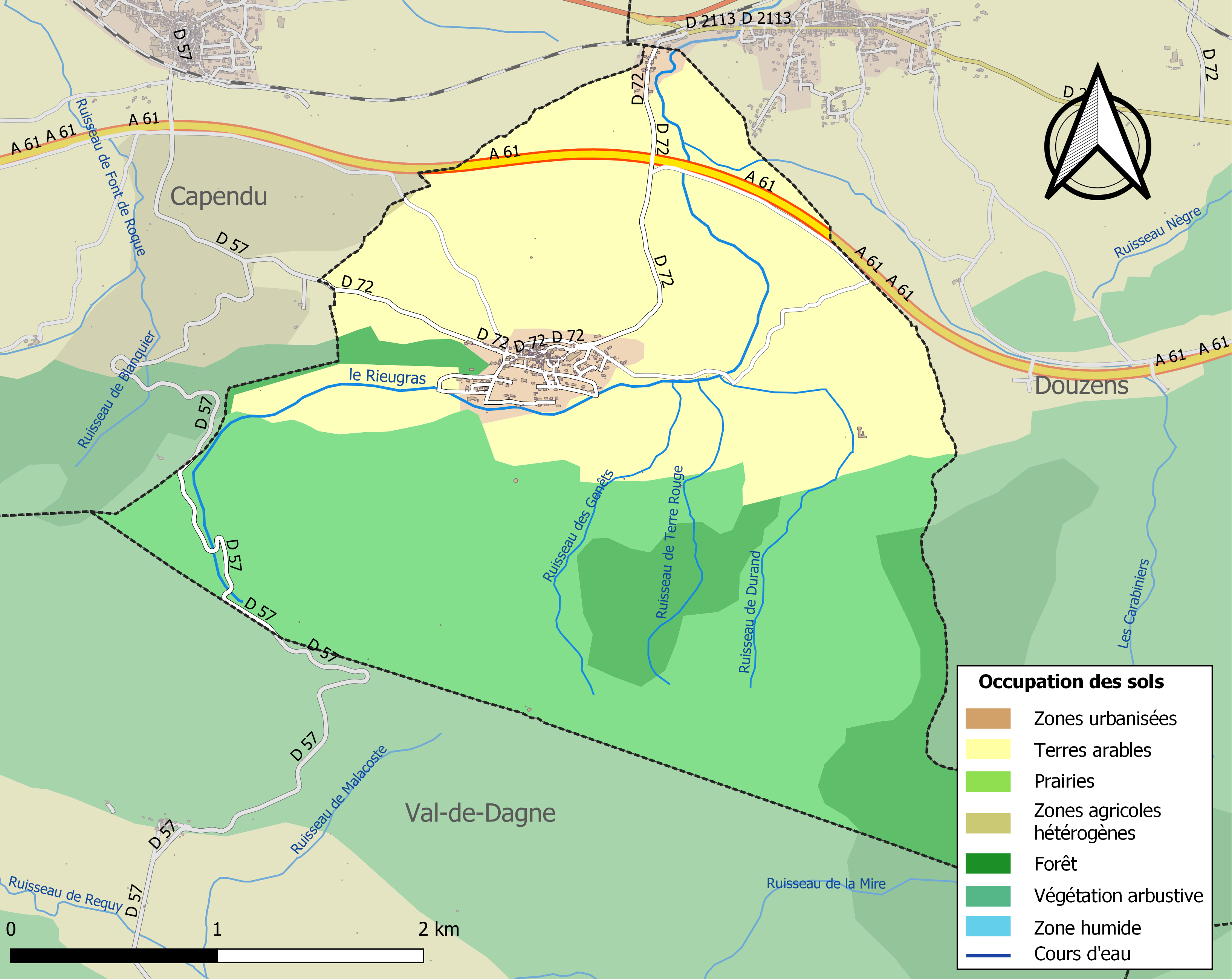
Carte des infrastructures et de l'occupation des sols de la commune en 2018 (CLC).

### Risques majeurs
Le territoire de la commune de Comigne est vulnérable à différents aléas naturels : météorologiques (tempête, orage, neige, grand froid, canicule ou sécheresse), feux de forêts et séisme (sismicité faible). Il est également exposé à un risque technologique, le transport de matières dangereuses. Un site publié par le BRGM permet d'évaluer simplement et rapidement les risques d'un bien localisé soit par son adresse soit par le numéro de sa parcelle.

#### Risques naturels

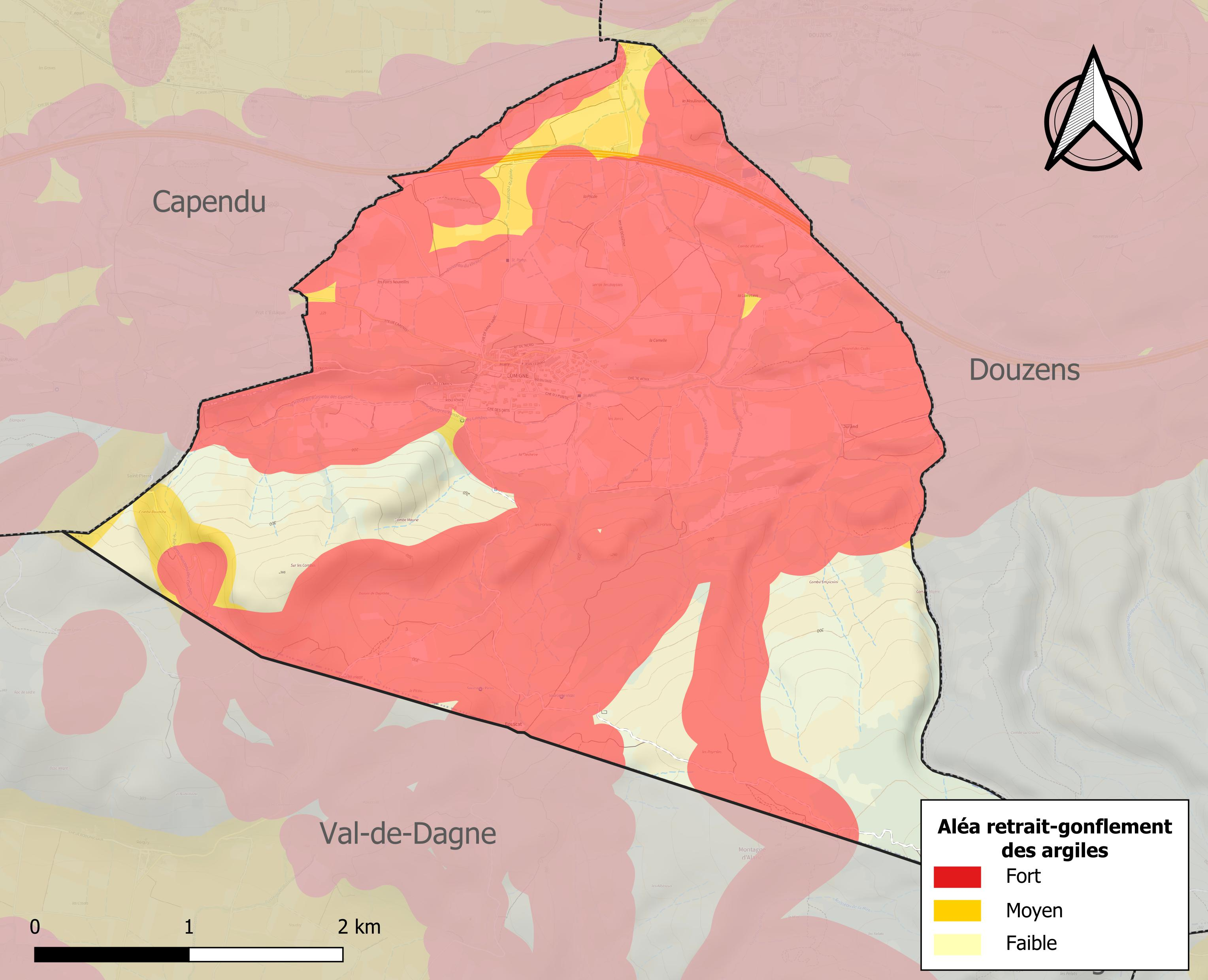
Carte des zones d'aléa retrait-gonflement des sols argileux de Comigne.

Le retrait-gonflement des sols argileux est susceptible d'engendrer des dommages importants aux bâtiments en cas d’alternance de périodes de sécheresse et de pluie. 77,1 % de la superficie communale est en aléa moyen ou fort (75,2 % au niveau départemental et 48,5 % au niveau national). Sur les 175 bâtiments dénombrés sur la commune en 2019, 175 sont en aléa moyen ou fort, soit 100 %, à comparer aux 94 % au niveau départemental et 54 % au niveau national. Une cartographie de l'exposition du territoire national au retrait gonflement des sols argileux est disponible sur le site du BRGM,.

#### Risques technologiques
Le risque de transport de matières dangereuses sur la commune est lié à sa traversée par une route à fort trafic. Un accident se produisant sur une telle infrastructure est en effet susceptible d’avoir des effets graves au bâti ou aux personnes jusqu’à 350 m, selon la nature du matériau transporté. Des dispositions d’urbanisme peuvent être préconisées en conséquence.

## Histoire
Communauté issue de la paroisse de Douzens, le village de Comigne fut créé par l'abbaye de Lagrasse, confisqué par Simon de Montfort lors de la croisade contre les Albigeois qui y établit un poste militaire. L'église paroissiale est probablement agencée dans la salle des gardes. On trouve encore les armes d'un des principaux abbés de Lagrasse (Auger de Gogenx) sur la façade ouest d'un bâtiment agricole récemment préempté par la municipalité faisant partie de l'ensemble du château féodal encore existant.
Les armes de l'abbé Auger constituant une partie des armoiries de Comigne sont « écartelé en sautoir d'or et de gueules qui est Auger de Gogenx ».

## Politique et administration

### Découpage territorial
La commune de Comigne est membre de l'intercommunalité Carcassonne Agglo, un établissement public de coopération intercommunale (EPCI) à fiscalité propre créé le 21 décembre 2012 dont le siège est à Carcassonne. Ce dernier est par ailleurs membre d'autres groupements intercommunaux.
Sur le plan administratif, elle est rattachée à l'arrondissement de Carcassonne, au département de l'Aude, en tant que circonscription administrative de l'État, et à la région Occitanie.
Sur le plan électoral, elle dépend du canton de la Montagne d'Alaric pour l'élection des conseillers départementaux, depuis le redécoupage cantonal de 2014 entré en vigueur en 2015, et de la première circonscription de l'Aude  pour les élections législatives, depuis le redécoupage électoral de 1986.

### Liste des maires
| Période                                  | Période   | Identité            | Étiquette  | Qualité |
| ---------------------------------------- | --------- | ------------------- | ---------- | ------- |
| mars 2001                                | 2008      | Michel Rouanet      | sans parti |         |
| mars 2008                                | 2014      | Félix Delbosque     | PS         |         |
| mars 2014                                | mars 2020 | Jean-Louis Galibert |            |         |
| mars 2020                                |           | Fabrice Dhomps      |            |         |
| Les données manquantes sont à compléter. |           |                     |            |         |

## Démographie
L'évolution du nombre d'habitants est connue à travers les recensements de la population effectués dans la commune depuis 1793. Pour les communes de moins de 10 000 habitants, une enquête de recensement portant sur toute la population est réalisée tous les cinq ans, les populations de référence des années intermédiaires étant quant à elles estimées par interpolation ou extrapolation. Pour la commune, le premier recensement exhaustif entrant dans le cadre du nouveau dispositif a été réalisé en 2006.

En 2022, la commune comptait 329 habitants, en évolution de +6,47 % par rapport à 2016 (Aude : +2,65 %, France hors Mayotte : +2,11 %).
| 1793 | 1800 | 1806 | 1821 | 1831 | 1836 | 1841 | 1846 | 1851 |
| ---- | ---- | ---- | ---- | ---- | ---- | ---- | ---- | ---- |
| 140  | 142  | 160  | 187  | 191  | 180  | 170  | 173  | 178  |

| 1856 | 1861 | 1866 | 1872 | 1876 | 1881 | 1886 | 1891 | 1896 |
| ---- | ---- | ---- | ---- | ---- | ---- | ---- | ---- | ---- |
| 163  | 181  | 187  | 217  | 210  | 291  | 256  | 233  | 236  |

| 1901 | 1906 | 1911 | 1921 | 1926 | 1931 | 1936 | 1946 | 1954 |
| ---- | ---- | ---- | ---- | ---- | ---- | ---- | ---- | ---- |
| 260  | 261  | 258  | 264  | 270  | 304  | 271  | 212  | 224  |

| 1962 | 1968 | 1975 | 1982 | 1990 | 1999 | 2006 | 2011 | 2016 |
| ---- | ---- | ---- | ---- | ---- | ---- | ---- | ---- | ---- |
| 227  | 213  | 188  | 180  | 199  | 179  | 222  | 291  | 309  |

| 2021 | 2022 | - | - | - | - | - | - | - |
| ---- | ---- | - | - | - | - | - | - | - |
| 320  | 329  | - | - | - | - | - | - | - |

## Économie

### Revenus
En 2018 (données Insee publiées en septembre 2021), la commune compte 134 ménages fiscaux, regroupant 311 personnes. La médiane du revenu disponible par unité de consommation est de 20 770 € (19 240 € dans le département).

### Emploi
| Division       | 2008   | 2013   | 2018   |
| -------------- | ------ | ------ | ------ |
| Commune        | 9,2 %  | 12,7 % | 11,3 % |
| Département    | 10,2 % | 12,8 % | 12,6 % |
| France entière | 8,3 %  | 10 %   | 10 %   |

En 2018, la population âgée de 15 à 64 ans s'élève à 202 personnes, parmi lesquelles on compte 74,4 % d'actifs (63,1 % ayant un emploi et 11,3 % de chômeurs) et 25,6 % d'inactifs,. Depuis 2008, le taux de chômage communal (au sens du recensement) des 15-64 ans est inférieur à celui du département, mais supérieur à celui de la France.
La commune fait partie de la couronne de l'aire d'attraction de Carcassonne, du fait qu'au moins 15 % des actifs travaillent dans le pôle,. Elle compte 25 emplois en 2018, contre 33 en 2013 et 34 en 2008. Le nombre d'actifs ayant un emploi résidant dans la commune est de 128, soit un indicateur de concentration d'emploi de 19,4 % et un taux d'activité parmi les 15 ans ou plus de 56,7 %.
Sur ces 128 actifs de 15 ans ou plus ayant un emploi, 21 travaillent dans la commune, soit 16 % des habitants. Pour se rendre au travail, 91,5 % des habitants utilisent un véhicule personnel ou de fonction à quatre roues, 2,3 % les transports en commun, 4,7 % s'y rendent en deux-roues, à vélo ou à pied et 1,6 % n'ont pas besoin de transport (travail au domicile).

### Activités hors agriculture

#### Secteurs d'activités
17 établissements sont implantés  à Comigne au 31 décembre 2019. Le secteur de la construction est prépondérant sur la commune puisqu'il représente 23,5 % du nombre total d'établissements de la commune (4 sur les 17 entreprises implantées  à Comigne), contre 14 % au niveau départemental.

### Viticulture
La commune a sur son territoire les appellations qualitatives suivantes :
- AOC Corbières
- Vin de pays des Coteaux de Miramont

Plusieurs vignerons exploitent les vignes de Comigne. On trouve le Château de Comigne, le Château Prieuré de Bubas.

### Agriculture
La commune fait partie de la petite région agricole dénommée « Région viticole ». En 2010, l'orientation technico-économique de l'agriculture  sur la commune est la viticulture (appellation et autre).
|                                   | 1988 | 2000 | 2010 |
| --------------------------------- | ---- | ---- | ---- |
| Exploitations                     | 41   | 27   | 19   |
| Superficie agricole utilisée (ha) | 401  | 356  | 170  |

Le nombre d'exploitations agricoles en activité et ayant leur siège dans la commune est passé de 41 lors du recensement agricole de 1988 à 27 en 2000 puis à 19 en 2010, soit une baisse de 54 % en 22 ans. Le même mouvement est observé à l'échelle du département qui a perdu pendant cette période 52 % de ses exploitations. La surface agricole utilisée sur la commune a également diminué, passant de 401 ha en 1988 à 170 ha en 2010. Parallèlement la surface agricole utilisée moyenne par exploitation a baissé, passant de 10 à 9 ha.

## Culture locale et patrimoine

### Evènements
- Le marché de Comigne : Un marché de producteur locaux, organisé tous les samedis depuis juin 2020[36].
- Le carnaval de Comigne[37]
- Le Roc'n Trail de Comigne : Ce trail organisé tous les ans, à la fin de l'automne depuis 2019 est un évènement qui réunit chaque année de plus en plus de sportifs[38].

### Lieux et monuments
- Château de Comigne : l'ensemble « château féodal » est éclaté entre plusieurs propriétaires et riche en éléments historiques. On y trouve une porte forte, une maison noble, une église, un ancien presbytère, des dépendances, tout cela placé sur le haut du village. Les constructions extra muros datent d'une période plus récente et probablement du XVIIIe siècle[39].
- Église de l'Assomption de Comigne.
- Sentier artistique d'une longueur de 3 km, où prennent place des œuvres réalisées par des artistes locaux.

### Personnalités liées à la commune
- Jean Lebrau (1891-1983) : poète.[pourquoi ?]
- Paul Armengaud (1879-1970) : général français né à Comigne[40].

### Héraldique
| Blason de Comigne | Blason  | Écartelé : au 1er contre-écartelé en sautoir d’or et de gueules, au 2e d’azur à la fleur de lys accompagnée de trois étoiles le tout d’or, au 3e d’azur au lion d’or au chef du même chargé de trois molettes d’éperon de sable, au 4e parti I d’argent à la couronne d’épines enfermant d’inscription PAX surmontée d’une fleur de lys et soutenue de trois clous de la Passion appointés l’un en pal et les autres en chevron renversé, le tout soudé d’or, au II d’or aux trois bandes de sable chargées chacune d’une étoile d’argent posée à plomb, les trois étoiles rangées en barre, sur le tout un écusson en amande d’azur bordé d’argent à la Vierge à l'Enfant de carnation habillée aussi d’argent et couronnée d’or assise sur un trône du même, tenant dans son bras senestre l’Enfant Jésus aussi de carnation, habillé d’argent et auréolé aussi d’or. |
| Blason de Comigne | Détails | Le statut officiel du blason reste à déterminer. |